# Reza Davari Ardakani
Reza Davari Ardakani — (en persan : رضا داوری اردکانی) — né le 6 juillet 1933 à Ardakan est un philosophe iranien et un professeur d'université dont le travail porte sur la critique de l'ouest,.
Davari est influencé par Heidegger.
Davari obtient un doctorat en philosophie de l'Université de Téhéran en 1967. Il est, entre 1968 et 2008, titulaire d'une chaire à l'Université de Téhéran,,.